# Оксид кюрия(IV)
Окси́д кю́рия(IV) (диокси́д кю́рия, двуо́кись кю́рия) — бинарное неорганическое соединение кюрия и кислорода с формулой CmO2, чёрные кристаллы, нерастворимые в воде. Молекулярная масса 279,069 а. е. м. (для 247Cm, самого долгоживущего изотопа кюрия; для других изотопов молекулярная масса может отличаться).

## Получение
- Разложение при прокаливании гидроксида или оксалата кюрия(IV) с медленным охлаждением на воздухе при температуре ниже 350 °C[3]:

{\displaystyle {\mathsf {Cm(OH)_{4}\ {\xrightarrow {500-600^{o}C}}\ CmO_{2}+2H_{2}O}}}
{\displaystyle {\mathsf {Cm(C_{2}O_{4})_{2}\ {\xrightarrow {500-600^{o}C}}\ CmO_{2}+2CO_{2}+2CO}}}
- Может быть получен непосредственно окислением кюрия кислородом при нагревании металла на воздухе:

{\displaystyle {\mathsf {Cm+O_{2}\ {\xrightarrow {T}}\ CmO_{2}}}}
При повышенной температуре поверхность металлического кюрия на воздухе покрыта окисной плёнкой, состоящей главным образом из оксида кюрия(IV).
- Окисление оксида кюрия(III) при нагреве и медленном (несколько дней) охлаждении в кислороде[3]:

{\displaystyle {\mathsf {2Cm_{2}O_{3}+O_{2}\ {\xrightarrow {650^{o}C}}\ 4CmO_{2}}}}

## Физические свойства
Оксид кюрия(IV) образует чёрные кристаллы кубической сингонии, пространственная группа F m3m, параметры ячейки a = 0,5357(1) нм, Z = 4, структура типа флюорита. Кристаллографическая плотность около 12,0 г/см3. Вследствие радиоактивного распада кюрия происходит постепенное «распухание» решётки.
Не растворяется в воде и органических растворителях.

## Химические свойства
Реагирует с минеральными кислотами с образованием растворов солей кюрия(III). Разлагается при температурах выше 380 °C до CmO1,95; выше 450 °C происходит быстрая декомпозиция до Cm2O3 через ряд промежуточных оксидов (CmO1,81 со структурой типа флюорита и Cm7O12 с ромбоэдрической решёткой).

## Применение
- Изготовление изотопных источников тока.
- Мишени для получения транскюриевых элементов.

## Токсичность
Как и все соединения кюрия, проявляет сильную радиотоксичность.